# Heinrich Mäding
Heinrich Mäding (* 1941 in Zwickau) ist ein deutscher Wirtschaftswissenschaftler und Stadtforscher.

## Leben
Mäding wuchs bis 1950 in Pirna auf, siedelte danach nach Köln über und machte dort 1961 Abitur. Er studierte 1962–1967 Wirtschaftswissenschaften und Soziologie in Köln, Kiel und Freiburg im Breisgau mit einem Abschluss als Diplomvolkswirt. Er arbeitete als wissenschaftlicher Assistent an der Albert-Ludwigs-Universität Freiburg und als Mitarbeiter im Bundesministerium für Bildung und Wissenschaft von 1970 bis 1972. 
Er promovierte 1971 und habilitierte 1977 an der Wirtschaftswissenschaftlichen Fakultät der Universität Freiburg. 1979–1992 hatte er eine Professur für Kommunale und Regionale Entwicklungspolitik und Infrastrukturplanung an der Fakultät für Verwaltungswissenschaft an der Universität Konstanz inne. Von 1992 bis 2006 leitete er das Deutsche Institut für Urbanistik (DIFU) in Berlin, das interdisziplinäre Forschungs-, Fortbildungs- und Dienstleistungsinstitut der deutschen Städte. Er war in dieser Funktion Mitherausgeber der Deutschen Zeitschrift für Kommunalwissenschaften.
Seine Forschungsschwerpunkte sind Stadtentwicklung, u. a. demographische Trends, Stadtpolitik, Kommunalfinanzen, Kommunalverwaltung, Regionalentwicklung und Regionalpolitik.
Mäding ist ordentliches Mitglied der Akademie für Raumforschung und Landesplanung (ARL) und war 1999–2000 sowie 2005–2006 Vizepräsident, 2007–2008 Präsident der ARL. Darüber hinaus ist er Mitglied der Deutschen Vereinigung für Politische Wissenschaften und des Kuratoriums des Instituts für Kommunalwissenschaft der Universität Potsdam. Er ist Mitherausgeber des European Journal of Spatial Development.

## Veröffentlichungen
- Fondsfinanzierte Berufsausbildung. Zur Begründung und Beurteilung einer Reform der Finanzierung der beruflichen Erstausbildung auf betrieblicher Ebene in der Bundesrepublik Deutschland. Stuttgart (Klett) 1971 (Dissertation).
- Bildungsplanung und Finanzplanung. Abstimmungsprobleme in der Bundesrepublik Deutschland. Stuttgart (Klett) 1974.
- Infrastrukturplanung im Verkehrs- und Bildungssektor. Eine vergleichende Untersuchung zum gesamtstaatlichen Planungsprozess in der Bundesrepublik Deutschland. Baden-Baden (Nomos) 1978 (Habilitationsschrift).
- Kommunale Entwicklungsplanung - Durch wen? Für wen? Konstanz (Universitätsverlag) 1981.
- (Herausgeber) Sparpolitik. ökonomische Zwänge und politische Spielräume. Opladen (Westdeutscher Verlag) 1983.
- (Herausgeber) Haushaltsplanung - Haushaltsvollzug - Haushaltskontrolle. Baden-Baden (Nomos) 1987.
- (Herausgeber) Grenzen der Sozialwissenschaften. Konstanz (Universitätsverlag) 1988.
- (Mitherausgeber) Perspektiven der Telekommunikationspolitik. Opladen (Westdeutscher Verlag) 1991.
- (Mitherausgeber) Die Wirtschaftswissenschaft im Dienste der Politikberatung. Grundsatzfragen und Anwendungsbereiche (Festschrift Dams), Berlin (Duncker & Humblot) 1992.
- (Mitherausgeber) Verwaltungsreform und Verwaltungspolitik im Prozess der deutschen Einigung. Baden-Baden (Nomos) 1993.
- (Herausgeber) Stadtperspektiven. Difu-Symposium 1993, Berlin (Difu) 1994.
- (Herausgeber) Die gescheiterte Fusion Berlin - Brandenburg: Regionalpolitische Rahmenbedingungen und Konsequenzen, Arbeitsmaterial der Akademie für Raumforschung und Landesplanung Nr. 241, Hannover 1997.
- (Mitherausgeber) Kommunalfinanzen im Umbruch. Städte und Regionen in Europa, Bd. 3, Opladen 1998.
- (Herausgeber) Zwischen Überforderung und Selbstbehauptung – Städte unter dem Primat der Ökonomie, Berlin 1999 (Difu-Beiträge zur Stadtforschung, Bd. 27).
- (Mitherausgeber) Bevölkerungsschwund und Zuwanderungsdruck in den Regionen. Mit welchen Programmen antwortet die Politik, in: Reihe „Schnittpunkte von Forschung und Politik“, Bd. 4 (hrsg. von der Gesellschaft für Programmforschung), Münster etc. 2002.